# Museo de Muñecas Antiguas

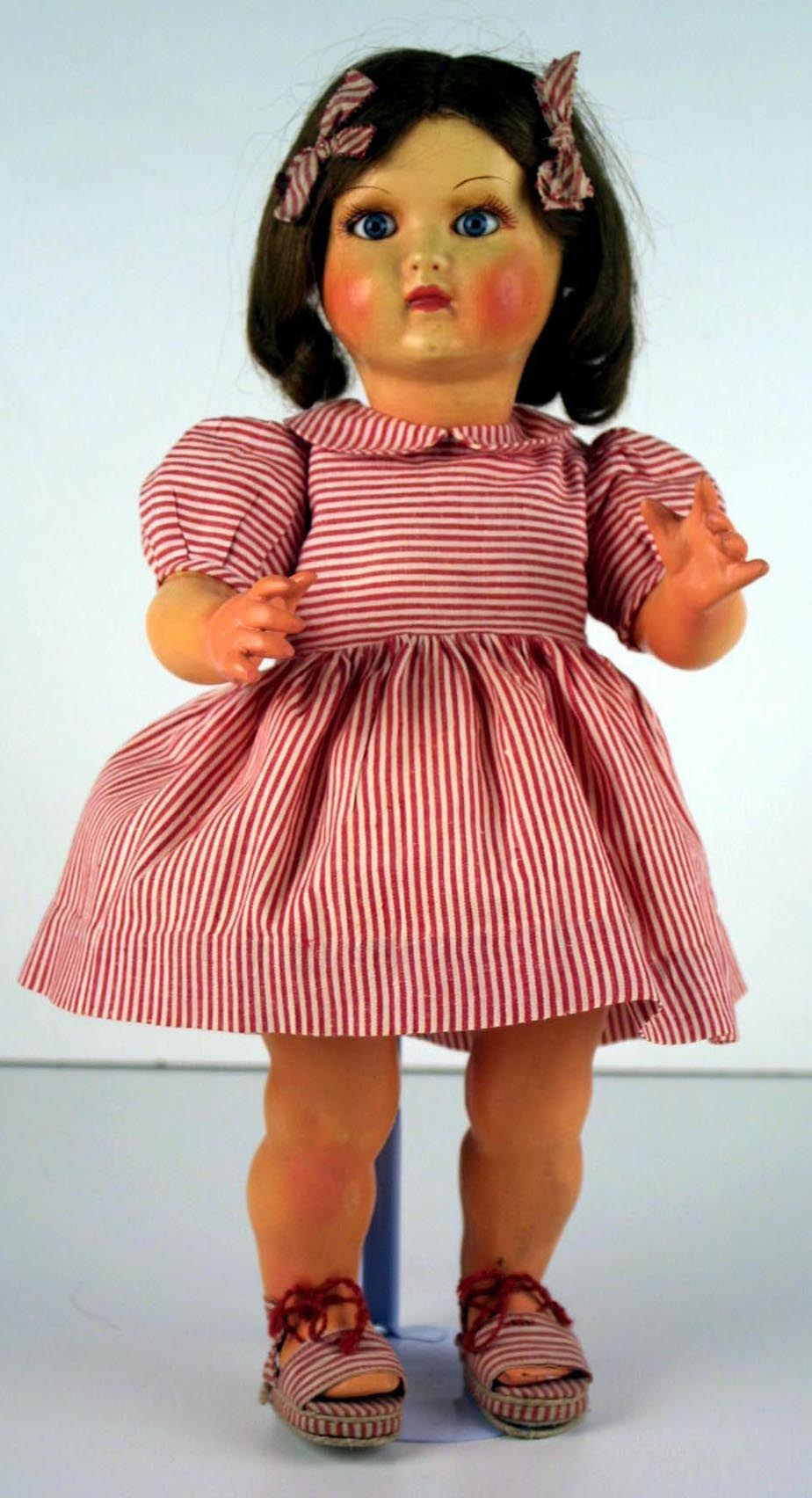
Mariquita-Pérez-Puppe 1939

Museo de Muñecas Antiguas (Puppenmuseum) ist ein öffentliches Museum in der spanischen Hafenstadt Palma, der Hauptstadt der Baleareninsel Mallorca.
Das Anfang der 1970er Jahre von der Madrilenin Alicia García Germán gegründete Museum befindet sich neben der Kathedrale von Palma.

## Sammlung
Es präsentiert eine der größten Puppensammlungen in Spanien. Die rund 800 Exponate aus 50 Ländern reichen von präkolumbianischen Stoffpuppen, die man in Kindergräbern fand, bis in die Neuzeit. Eine weitere Sammlung stellt das goldene Zeitalter der Handpuppen von 1840 bis 1940 dar.
Andere Ausstellungsstücke sind Wachspuppen, die als Votivgaben im späten 19. Jahrhundert verwendet wurden. Sie tragen natürliche Haare, die einzeln vernäht wurden, und von den damaligen Handwerkern kunstvoll gefertigte Glasaugen. Zwei Vitrinen beinhalten Puppen aus der Serie Mariquita Pérez der Leonor Coello de Portugal zwischen 1939 und 1976, die nach dem Spanischen Bürgerkrieg auf den Markt kam. Sie war die erste Puppe, die für jede Gelegenheit ein anderes Outfit besaß.
Einige Puppen wie die mit dem Gesicht eines deutschen Kaisers oder die japanische Kewpie aus dem Jahre 1913 haben heute einen Wert von über als 150.000 Euro. Unter den deutschen Puppen findet sich eine Bruno-Schmidt-Puppe von 1890 und die deutschen Storch-Puppen und Schildkröt-Puppen aus Zelluloid.
Auch Puppenmöbel im Kleinformat aus der Zeit von Ludwig XV. werden ausgestellt, die von der Marquise de Pompadour stammen.